# Lukáš Došek
Lukáš Došek (* 12. September 1978 in Karlsbad, Tschechoslowakei) ist ein ehemaliger tschechischer Fußballspieler.
Lukáš Došek spielte in seiner Jugend für TJ DDM Stará Role und Viktoria Pilsen. 1997 wurde er an TJ Přeštice ausgeliehen, kehrte aber bald nach Pilsen zurück.
Schnell gehörte der Mittelfeldspieler zur Stammformation. 1999 wechselte Došek zu Slavia Prag. Zwischen 2000 und 2002 absolvierte er vier Länderspiele für Tschechien. Für Slavia machte Došek 154 Ligaspiele und 41 Spiele in der UEFA Champions League und im UEFA-Pokal.
2005 wechselte er zu den Sportfreunden Siegen, ab Sommer 2006 spielte er für den FC Thun. Bei den Berner Oberländern kam er regelmäßig als rechter Mittelfeld- oder Abwehrspieler zum Einsatz.
Im September 2008 wechselte Došek zum slowakischen Erstligisten Spartak Trnava. In der Saison 2009/10 spielte er für Slavoj Vyšehrad, im August 2010 wechselte er zum Viertligisten Slavoj Koloveč.
Lukáš Došek ist der Zwillingsbruder von Tomáš Došek.